# Ceratello
Ceratello [ʧeɾaˈtɛlːo] (Seradèl [sɛɾaˈdɛl] in dialetto bergamasco) è una frazione del comune di Costa Volpino, in bassa Val Camonica, provincia di Bergamo.

## Geografia fisica

### Territorio
Posto in una posizione dominante, svetta su tutte le altre frazioni, dall'alto dei suoi 813 m s.l.m. Questa sua collocazione le permette di basare parte della propria economia sul turismo. L'abitato è sorto nei secoli in una zona ricca di piccole sorgenti d'acqua provenienti dai prati soprastanti.

## Toponimo
Secondo il Campagnoni il nome deriva dal termine latino Cerrus, il cerro, pianta simile alla quercia

## Storia

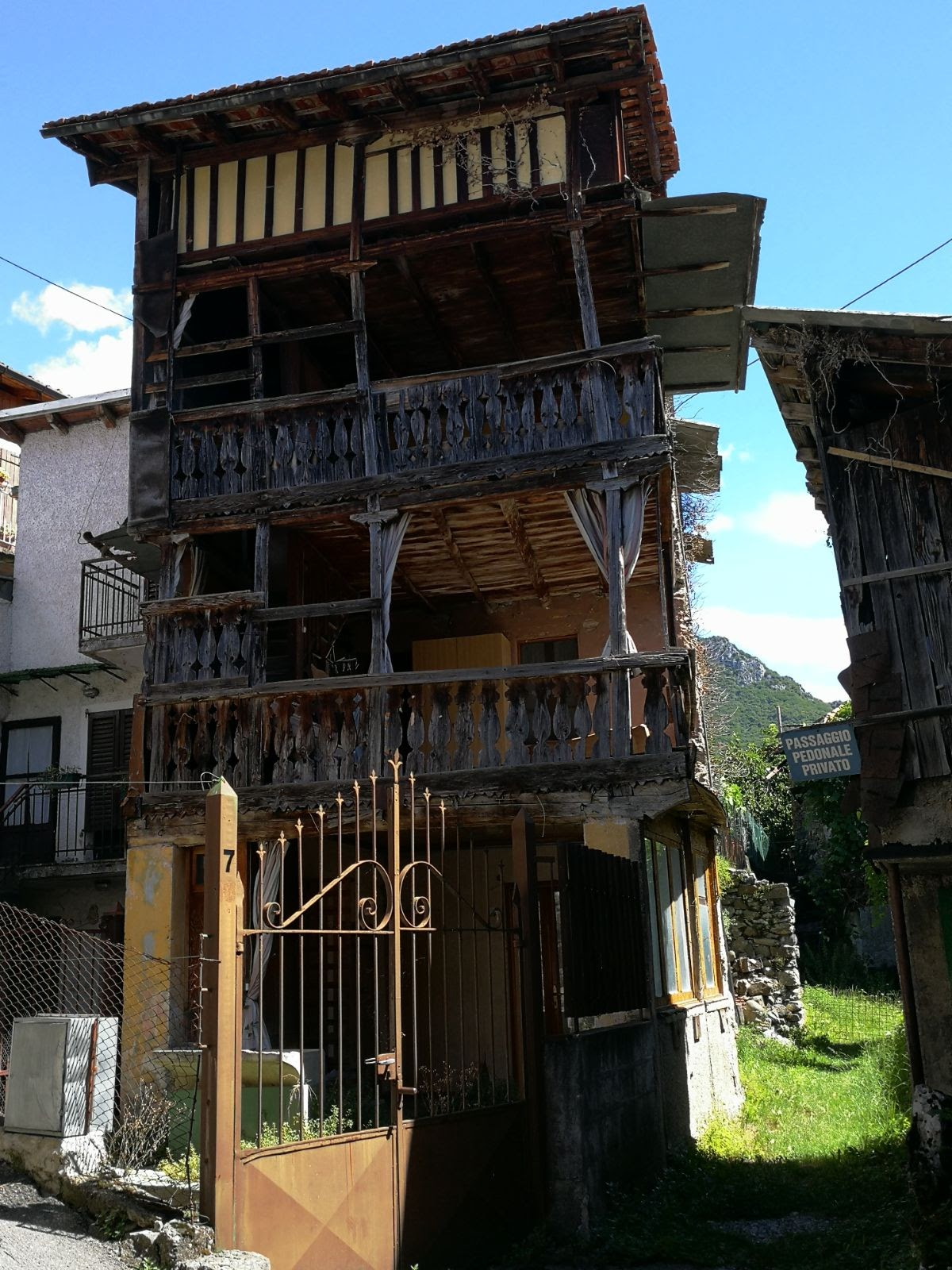
Una caratteristica abitazione del centro storico di Ceratello

Il centro abitato è sorto fin dall'antichità su un promontorio fra le località Quàder e Dossello.
Nel luogo dove ora sorge la parrocchiale di San Giorgio era presente un piccolo castello, di cui si sono oramai perse le tracce, risalente al periodo medievale. La sua storia è fortemente legata a quella del più importante Castello di Volpino, che sorgeva nell'omonima frazione di Costa Volpino e a quella del Castello di Qualino, posto poco più a valle.
Questi tre castelli, sono la causa della famosa rivalità tra Bergamo e Brescia, risalente al 1126.

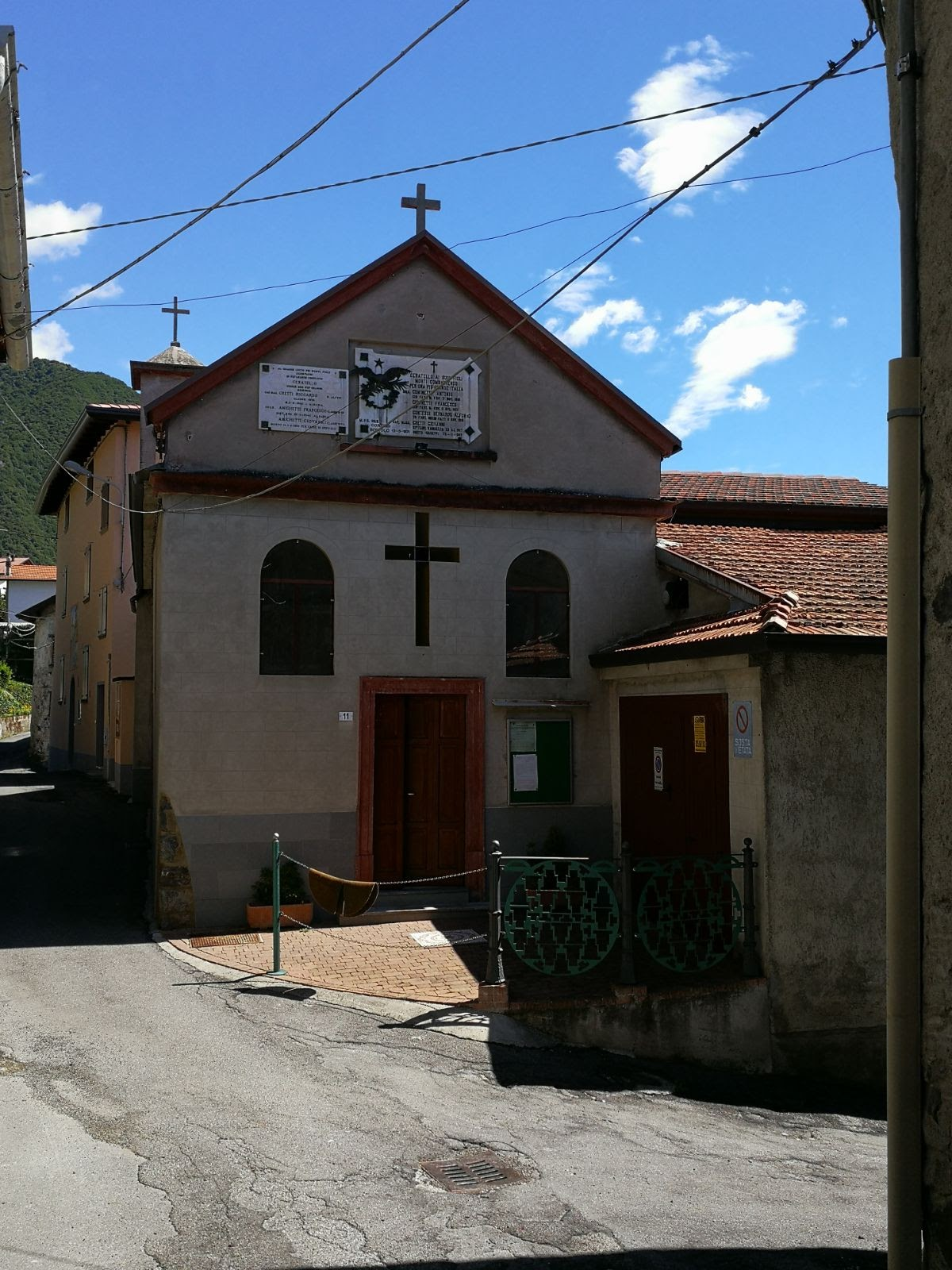
La Chesetta del Sacro Cuore nel centro storico

Il Campagnoni racconta, con qualche dubbio storiografico, che nel 1706 qui sarebbe stata combattuta una battaglia fra francesi e austriaci. Questa battaglia sarebbe all'origine del nome della località Stramazzano, nella quale circa 1000 soldati francesi, sempre secondo questo racconto leggendario, stramazzarono al suolo.
Il 15 gennaio 1738 ottiene l'indipendenza dalla parrocchia di Qualino ottenendo il permesso di istituire una propria parrocchia, dedicata a San Giorgio Martire.
Nel 1896, grazie al grande impegno del parroco don Bartolomeo Pacchiani, viene realizzato un acquedotto che da allora rifornisce di acqua potabile il paese.
Nel 1938 viene realizzata una chiesa dedicata ai caduti in centro al paese; questa viene ristrutturata nel 1975.
Durante la seconda guerra mondiale il paese, data la presenza di molte località isolate e strategiche, è usato come rifugio e appoggio dalle bande partigiane.
Nel 2016 è stata realizzata una strada carrozzabile che unisce l'abitato a Bossico.

## Monumenti e luoghi d'interesse

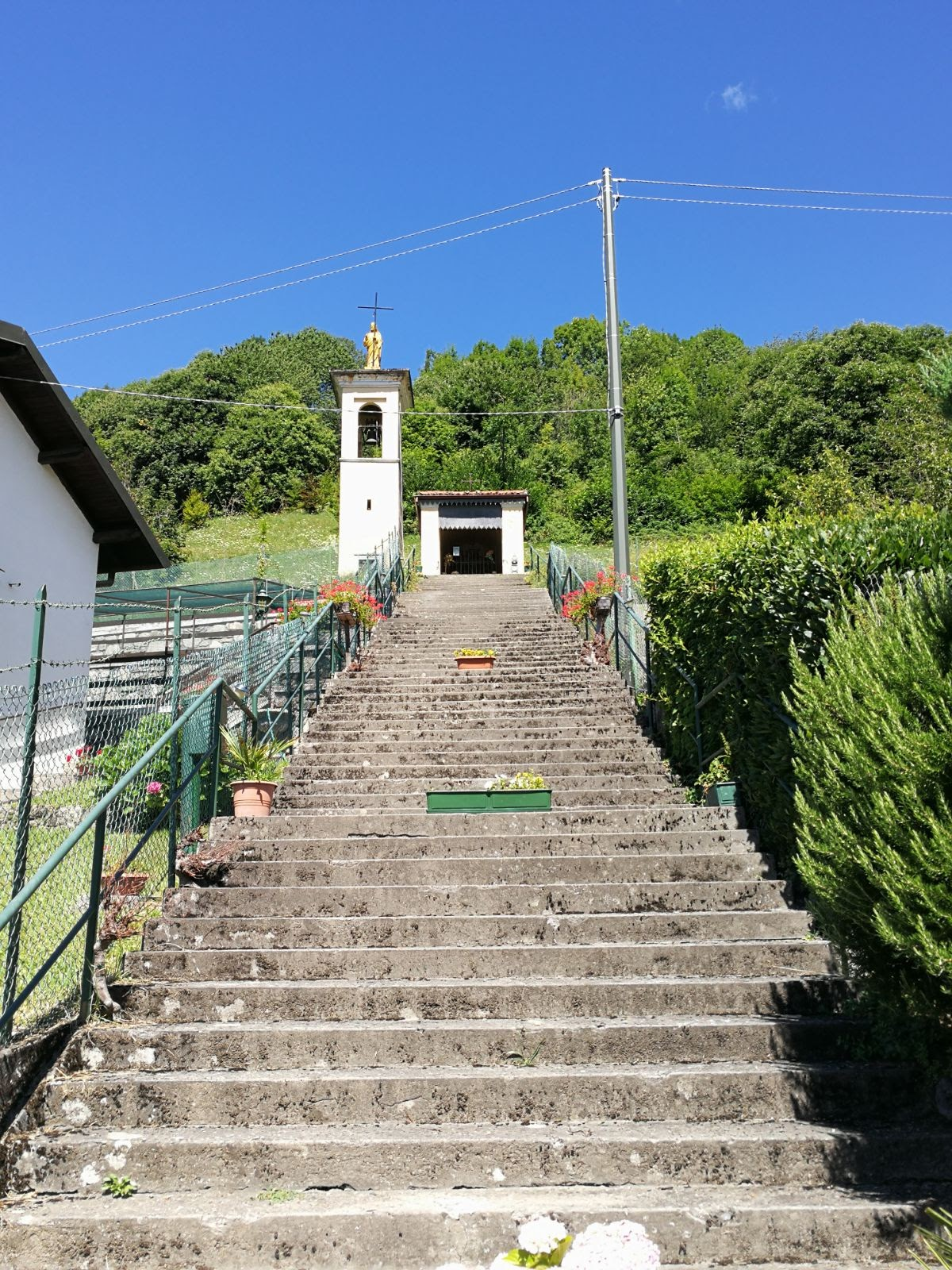
La Cappella del Pendolèr, a monte rispetto all'abitato

### Architetture religiose
- Chiesa di San Giorgio, che, costruita nel XVIII secolo, custodisce un buon numero di opere.  Tra queste spicca l'altare in marmo intarsiato, le colonne intagliate ed i dipinti raffiguranti San Fermo e Sant'Antonio da Padova. Nell'abside si trova una pala rappresentante la Madonna con Bambino, San Rocco e San Giorgio risalente al XVI secolo.
- Cappella della Beata Vergine del Rosario, poco distante dalla prima, molto piccola ma suggestiva.
- Cappella del Pendolèr, realizzata nel 1634 dopo la grande peste del 1630.
- Chiesetta del Sacro Cuore, eretta nel centro del paese nel 1938[6]

### Rifugi
- Rifugio Leonida Magnolini, dedicato militare Medaglia d'oro al valor militare.

## Società

### Tradizioni e folclore
Gli scütüm sono nei dialetti camuni dei soprannomi o nomignoli, a volte personali, altre indicanti tratti caratteristici di una comunità. Quelli che contraddistinguono gli abitanti di Ceratello è sbirr, ovvero "svelti", "furbi", e streù, "stregoni", capaci di indovinare cambiamenti meteorologici e raccontatori di storie oscure e di fantasmi.

## Curiosità
L'insieme degli edifici della frazione di Ceratello visti dall'alto assume una forma a stivale, del tutto simile a quella della penisola italiana. Per questo motivo la frazione è anche soprannominata "Italia in miniatura".

## Infrastrutture e trasporti
Ceratello fino a qualche decennio fa era accessibile solo attraverso una mulattiera che risaliva dalla Costa. Nella prima metà del '900 viene realizzata una strada panoramica che raggiunge la frazione dopo 8 km di tornanti.
Dal 2016 Ceratello è collegata con Bossico grazie ad una strada carrozzabile.